# Шварц, Александр Наумович
Александр Наумович Шварц (род. 26 мая 1949, Москва) — советский и российский шахматист, мастер спорта СССР по шахматам (1970). В составе команды Москвы победитель первенства СССР между командами союзных республик по шахматам (1969).

## Биография
Воспитанник тренеров А. Б. Рошаля и В. П. Симагина. В 1965 году победил в чемпионате Москвы по шахматам среди юношей. В 1969 году выиграл квалификационный матч у Ю. Гусева (9:5) на звание мастера спорта СССР по шахматам.
Представлял команды «Спартак» и «Феникс» (Москва) в розыгрыше командного Кубка СССР по шахматам (1966, 1990), в которых в 1966 году завоевал третье место в командном зачёте и второе место в индивидуальном зачёте
 Представлял команду Москвы в первенстве СССР между командами союзных республик по шахматам в 1969 году, где завоевал первое место в командном зачете.
Окончил географический факультет Московского государственного университета имени М. В. Ломоносова.